# Kroatisch curlingteam (vrouwen)
Het Kroatisch curlingteam vertegenwoordigt Kroatië in internationale curlingwedstrijden.

## Geschiedenis
Kroatië nam voor het eerst deel aan een internationaal toernooi tijdens het Europees kampioenschap van 2005, in het Duitse Garmisch-Partenkirchen. De Kroaten konden twee van de zes wedstrijden winnen, en beëindigden het toernooi op de negentiende plaats. Een jaar later werden alle wedstrijden verloren, evenals in 2008 en 2009. Door deze slechte prestaties moest Kroatië vanaf 2010 aantreden in de C-divisie. Hier eindigde het land nooit hoger dan de vierde plaats, waardoor het nog nooit promotie naar de B-divisie kon afdwingen.
Aan het wereldkampioenschap curling en aan de Olympische Winterspelen nam Kroatië nog nooit deel.

## Kroatië op het Europees kampioenschap
| Jaar | Plaats        | Skip             | WG            | W             | V             | PV            | PT            |
| ---- | ------------- | ---------------- | ------------- | ------------- | ------------- | ------------- | ------------- |
| 1991 | Geen deelname | Geen deelname    | Geen deelname | Geen deelname | Geen deelname | Geen deelname | Geen deelname |
| 1992 | Geen deelname | Geen deelname    | Geen deelname | Geen deelname | Geen deelname | Geen deelname | Geen deelname |
| 1993 | Geen deelname | Geen deelname    | Geen deelname | Geen deelname | Geen deelname | Geen deelname | Geen deelname |
| 1994 | Geen deelname | Geen deelname    | Geen deelname | Geen deelname | Geen deelname | Geen deelname | Geen deelname |
| 1995 | Geen deelname | Geen deelname    | Geen deelname | Geen deelname | Geen deelname | Geen deelname | Geen deelname |
| 1996 | Geen deelname | Geen deelname    | Geen deelname | Geen deelname | Geen deelname | Geen deelname | Geen deelname |
| 1997 | Geen deelname | Geen deelname    | Geen deelname | Geen deelname | Geen deelname | Geen deelname | Geen deelname |
| 1998 | Geen deelname | Geen deelname    | Geen deelname | Geen deelname | Geen deelname | Geen deelname | Geen deelname |
| 1999 | Geen deelname | Geen deelname    | Geen deelname | Geen deelname | Geen deelname | Geen deelname | Geen deelname |
| 2000 | Geen deelname | Geen deelname    | Geen deelname | Geen deelname | Geen deelname | Geen deelname | Geen deelname |
| 2001 | Geen deelname | Geen deelname    | Geen deelname | Geen deelname | Geen deelname | Geen deelname | Geen deelname |
| 2002 | Geen deelname | Geen deelname    | Geen deelname | Geen deelname | Geen deelname | Geen deelname | Geen deelname |
| 2003 | Geen deelname | Geen deelname    | Geen deelname | Geen deelname | Geen deelname | Geen deelname | Geen deelname |
| 2004 | Geen deelname | Geen deelname    | Geen deelname | Geen deelname | Geen deelname | Geen deelname | Geen deelname |
| 2005 | 19            | Katarina Radonić | 6             | 2             | 4             | 28            | 77            |
| 2006 | 21            | Katarina Radonić | 5             | 0             | 5             | 25            | 57            |
| 2007 | 17            | Katarina Radonić | 5             | 2             | 3             | 25            | 45            |

| Jaar | Plaats        | Skip            | WG            | W             | V             | PV            | PT            |
| ---- | ------------- | --------------- | ------------- | ------------- | ------------- | ------------- | ------------- |
| 2008 | 19            | Nikolina Petrić | 4             | 0             | 4             | 20            | 40            |
| 2009 | 21            | Melani Lusić    | 5             | 0             | 5             | 23            | 56            |
| 2010 | 22            | Marta Muzdalo   | 4             | 1             | 3             | 20            | 33            |
| 2011 | 28            | Iva Penava      | 4             | 0             | 4             | 12            | 47            |
| 2012 | 22            | Melani Lusić    | 6             | 2             | 4             | 32            | 43            |
| 2013 | 22            | Iva Penava      | 7             | 2             | 5             | 42            | 60            |
| 2014 | 23            | Melani Turković | 6             | 2             | 4             | 42            | 57            |
| 2015 | 25            | Iva Penava      | 7             | 2             | 5             | 37            | 49            |
| 2016 | 23            | Melani Turković | 7             | 3             | 4             | 53            | 54            |
| 2017 | 24            | Iva Penava      | 7             | 3             | 4             | 37            | 59            |
| 2018 | 23            | Iva Penava      | 6             | 2             | 4             | 42            | 47            |
| 2019 | 25            | Iva Penava      | 7             | 3             | 4             | 48            | 46            |
| 2021 | Geen deelname | Geen deelname   | Geen deelname | Geen deelname | Geen deelname | Geen deelname | Geen deelname |
| 2022 | 22            | Iva Penava      | 7             | 4             | 3             | 40            | 42            |
| 2023 | Geen deelname | Geen deelname   | Geen deelname | Geen deelname | Geen deelname | Geen deelname | Geen deelname |
| 2024 | 28            | Iva Penava      | 9             | 0             | 9             | 40            | 66            |
| 2025 | Geen deelname | Geen deelname   | Geen deelname | Geen deelname | Geen deelname | Geen deelname | Geen deelname |

Andorra · Australië · België · Brazilië · Bulgarije · Canada · China · Chinees Taipei · Denemarken · Duitsland · Engeland · Estland · Filipijnen · Finland · Frankrijk · Groot-Brittannië · Hongarije · Hongkong · Ierland · Israël · Italië · Jamaica · Japan · Kazachstan · Kenia · Kroatië · Letland · Litouwen · Luxemburg · Mexico · Nederland · Nieuw-Zeeland · Nigeria · Noorwegen · Oekraïne · Oostenrijk · Polen · Portugal · Qatar · Roemenië · Rusland · Schotland · Servië · Slovenië · Slowakije · Spanje · Thailand · Tsjechië · Tsjecho-Slowakije · Turkije · Verenigde Staten · Wales · Wit-Rusland · Zuid-Korea · Zweden · Zwitserland